# مدولاسیون فرکانس

یک سیگنال را می‌توان توسط یک موج رادیویی AM یا FM ارسال کرد.

مدولاسیون فرکانس (به انگلیسی: Frequency modulation) یا مدوله‌سازی بسامد، که به‌طور خلاصه FM گفته می‌شود، رمزگذاری اطلاعات در یک موج حامل با تغییر فرکانس لحظه‌ای موج است. این فناوری در مخابرات، پخش رادیویی، پردازش سیگنال و محاسبات استفاده می‌شود.
در مدولاسیون فرکانس آنالوگ، مانند پخش رادیویی، از یک سیگنال صوتی نشان دهنده صدا یا موسیقی، انحراف فرکانس آنی، یعنی تفاوت بین فرکانس حامل و فرکانس مرکز آن، با عملکرد سیگنال تعدیل رابطه ای عملکردی دارد.
داده‌های دیجیتال را می‌توان با نوعی مدولاسیون فرکانس معروف به کلیدگذاری تغییر فرکانس (FSK) کدگذاری و انتقال داد، که در آن فرکانس لحظه ای حامل در میان مجموعه ای از فرکانس‌ها جابجا می‌شود. این فرکانس‌ها می‌توانند ارقامی مانند ۰ و ۱ را نشان دهند. FSK به‌طور گسترده‌ای در مودم‌های رایانه استفاده می‌شود، مانند مودم‌های فکس، سیستم‌های شناسه تماس‌گیرنده تلفن، بازکن درب گاراژ و سایر مخابره‌های فرکانس پایین. رادیو تله‌تایپ نیز از FSK استفاده می‌کند.
مدولاسیون فرکانس به‌طور گسترده‌ای برای پخش رادیو FM استفاده می‌شود. همچنین در تله متری، رادار، جستجوی لرزه ای و نظارت بر نوزادان برای تشنج از طریق نوار مغزی، سیستم‌های رادیویی دو طرفه، سنتز صدا، سیستم‌های ضبط نوار مغناطیسی و برخی از سیستم‌های انتقال تصویری استفاده می‌شود. در انتقال رادیویی، یک مزیت مدولاسیون فرکانس این است که نسبت سیگنال به نویز بیشتری دارد و بنابراین تداخل فرکانس رادیویی را بهتر از سیگنال قدرت برابر مدولاسیون دامنه (AM) رد می‌کند. به همین دلیل، بیشتر موسیقی از طریق رادیو FM پخش می‌شود.
مدولاسیون فرکانس و مدولاسیون فاز دو روش اصلی مکمل مدولاسیون زاویه هستند. مدولاسیون فاز اغلب به عنوان یک مرحله میانی برای دستیابی به مدولاسیون فرکانس استفاده می‌شود. این روش‌ها با مدولاسیون دامنه، که در آن دامنه موج حامل متغیر است، در حالی که فرکانس و فاز ثابت می‌مانند، در تضاد هستند.
سیگنال FM در امواج رادیویی VHF در هر جای جهان (به غیر از ژاپن) در محدودهٔ فرکانس‌های بین ۸۸ تا ۱۰۸ مگاهرتز منتشر می‌شود. ژاپن از باند ۷۶ تا ۹۰ مگاهرتز استفاده می‌کند.